# 庄桥坟遗址
庄桥坟遗址位于浙江省嘉兴市平湖市林埭镇群丰村，是一处良渚文化遗址。

## 良渚原始文字
2013年，浙江文物考古研究所从庄桥坟遗址中出土的器物上，发现有人为刻画的符号和一些原始文字，这些原始文字被认为是与甲骨文一样同属于象形文字，且时间上比甲骨文早1000多年的“中国最早原始文字”。
但也有专家认为，这些所谓的“文字”只不过是单纯的刻画，和汉字没有任何关联，而且并不与甲骨文属于同一个系列，因为这些刻画符号无法构成一个文字系统。

## 遗址分区
遗址原有分布面积可能超过10万平方米，是一处良渚时期的大型聚落，分为居住区、墓葬区、农业生产区等部分。

## 保护现状
该遗址考古发掘曾被评为“2003-2004年度国家文物局田野考古三等奖”，2013年5月列入第七批全国重点文物保护单位。